# Hélène Guerra
Sainte Hélène Guerra (Elena Guerra en italien) (Lucques, 23 juin 1835 - Lucques, 11 avril 1914) est une religieuse, fondatrice des Oblates du Saint-Esprit. Le pape Jean XXIII l’a surnommée « l’apôtre de l’Esprit Saint » de l’époque moderne. Inscrite au Martyrologe romain  le 11 avril, elle est fêtée ce jour, et aussi le 23 mai. 

## Biographie

### Fondatrice

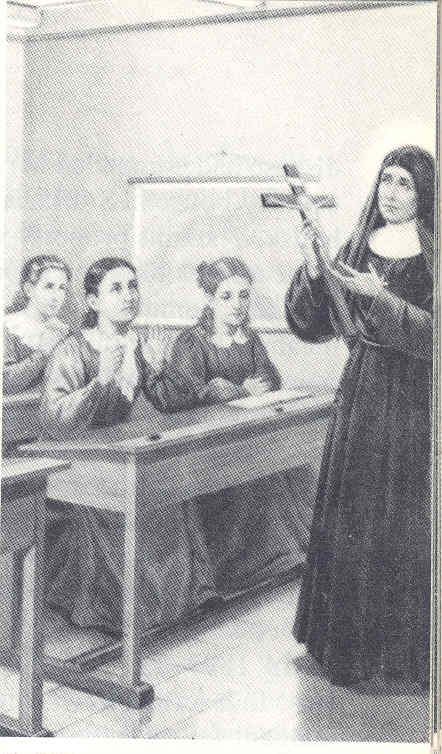
Hélène Guerra avec Ste Gemma comme élève.

Elena Guerra naît à Lucques le 23 juin 1835 dans une famille pratiquante. Au cours d'une longue maladie, elle en profite pour étudier les Pères de l'Église et la Bible, cela approfondit sa vie intérieure et elle s'engage dans un groupe d'amitié spirituel puis pour les Filles de Marie (it).
En avril 1870, elle se rend à Rome pour assister à une session du concile Vatican I ; ce pèlerinage la confirme dans sa décision de vie religieuse puis l'année suivante, elle commence un essai de communauté féminine avec des amies, qui donne lieu en 1882 à la fondation de la congrégation des Sœurs de sainte Zita pour l'éducation de la jeunesse. Elle a comme élève sainte Gemma Galgani et pour confesseur Mgr Giovanni Volpi dont la cause a été ouverte en 1941.

### Contact avec le pape
Hélène se sent de plus en plus poussée à diffuser la dévotion au Saint-Esprit dans l'Église et dans ce but écrit plusieurs fois au pape Léon XIII pour l'exhorter à inviter les chrétiens à cette dévotion, le pape répond à sa demande et publie en 1895 le bref apostolique Provida Matris Caritate qui encourage les fidèles à faire une neuvaine à l’Esprit Saint pour l’unité des chrétiens entre les fêtes de l’Ascension et de la Pentecôte, puis en 1897 une encyclique sur l’Esprit Saint Divinum Illud Munus en rappelant la neuvaine et en précisant que celle-ci devait se faire chaque année.
En octobre 1897, Hélène est reçue en audience par Léon XIII qui l'encourage à poursuivre son action et l'autorise à changer le nom de sa congrégation en Oblates du Saint-Esprit.

## Culte et vénération

### Béatification et canonisation
La procédure pour la canonisation d'Hélène Guerra débute en 1930 dans l'archidiocèse de Lucques. 
En 1953, le pape Jean XXIII reconnaît l'héroïcité de ses vertus, et la proclame vénérable. À la suite de la reconnaissance comme authentique d'une guérison étant attribuée à son intercession, ce même pape procéda à sa béatification le 26 avril 1959, au cours d'une messe solennelle célébrée dans la basilique Saint-Pierre à Rome. A cette occasion, Jean XXIII définit Hélène Guerra comme "apôtre de l'Esprit-Saint". 
Le 13 avril 2024, le pape François reconnut comme authentique un second miracle attribué à l'intercession d'Hélène Guerra, ouvrant ainsi les portes à sa canonisation. Il s'agit de la guérison totale et instantanée d'un homme atteint d'un traumatisme crânien sévère, en 2010, plongé dans le coma et pour lequel les médecins avaient pris la décision d'interrompre les soins, qui sortit vivant et sans aucune séquelle. 
Hélène Guerra est solennellement proclamée sainte le 20 octobre 2024 à Rome par le pape François.

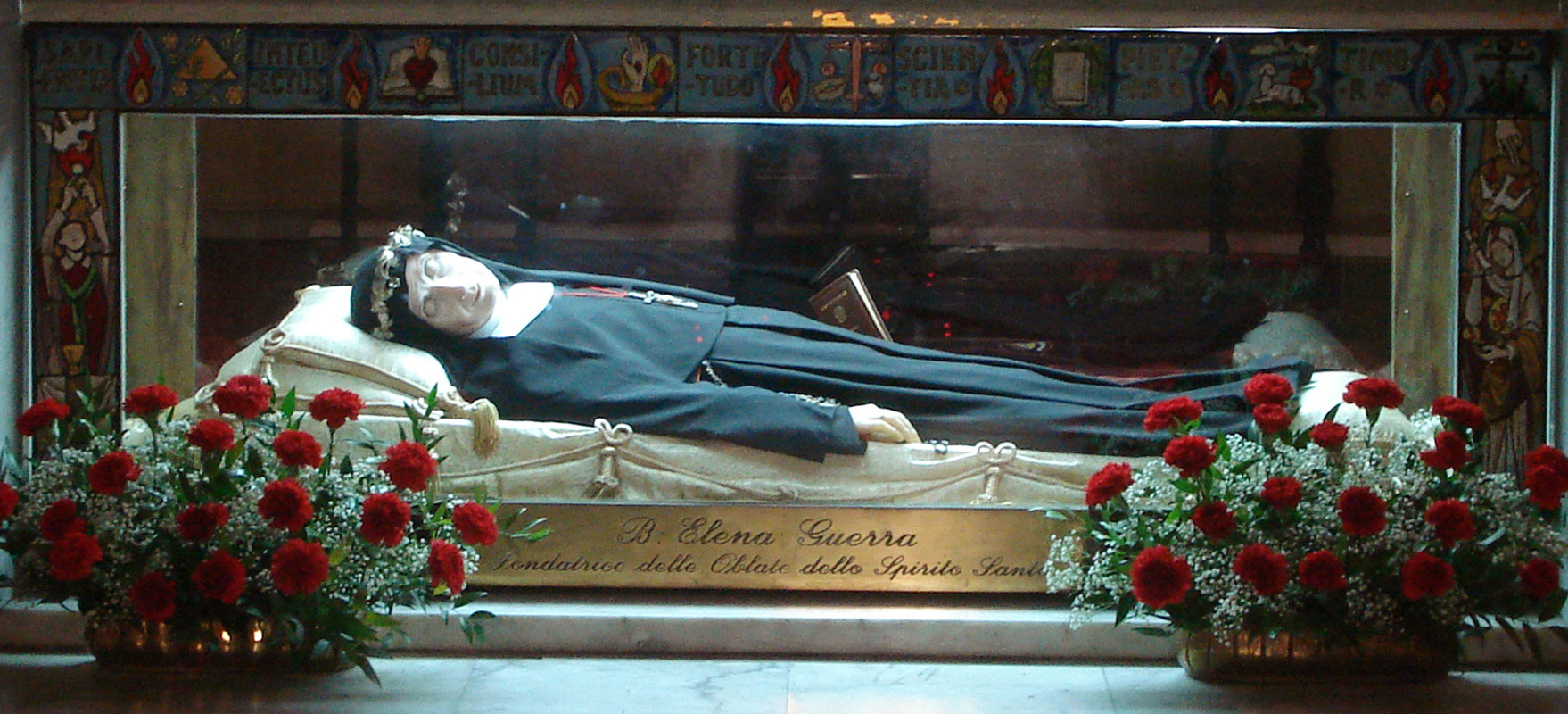
Châsse de la bienheureuse Hélène Guerra à l'église Saint-Augustin de Lucques.

### Vénération
Hélène Guerra est morte le  20 octobre 1914. Elle est béatifiée le 26 avril 1959 par Jean XXIII. Son corps repose à Lucques, dans l'église Saint-Augustin (it), depuis 1928.
Sa fête est fixée au 11 avril, comme inscrite au Martyrologe romain.